# Assedio di Sparta (272 a.C.)
L'assedio di Sparta del 272 a.C. fu condotto da Pirro, re dell'Epiro nel corso della guerra contro Antigono II Gonata, re di Macedonia.

## Antefatto
Dopo aver sconfitto Antigono nella battaglia del fiume Aoos (274 a.C.), Pirro diresse le sue mire espansionistiche verso Sparta convinto da Cleonimo, il figlio del re Cleomene II. Cleonimo voleva da una parte salire sul trono, che gli Spartani gli avevano negato preferendogli il nipote Areo I perché, racconta Plutarco, "non si fidavano di lui", e dall'altra ricongiungersi alla moglie Chilonide, rimasta a Sparta come amante e compagna di Acrotato, il figlio del re Areo.
Pirro e Cleonimo approfittarono dell'assenza del re Areo, impegnato col suo esercito a Gortyna (sull'isola di Creta) ed arrivarono a Sparta con un esercito di 25 500 uomini e 24 elefanti.

## Svolgimento
Secondo il racconto di Plutarco, che cita a sua volta Filarco, mentre gli Spartani stavano per prendere la decisione di inviare le donne al sicuro a Creta, Archidamia, la vedova del re Eudamida I piombò nella Gherusia con la spada sguainata, rimproverando gli anziani perché pensavano che le Spartane avrebbero tollerato di poter sopravvivere alla distruzione di Sparta.
Quella notte, le donne di Sparta scavarono una profonda fossa davanti alla città, che al tempo non aveva alcun tipo di mura o fortificazione difensiva, consentendo agli uomini rimasti in città di riposarsi in vista della battaglia imminente. Chilonide invece, non volendo ad alcun costo tornare col marito in caso di sconfitta, si mise un cappio al collo pronta al suicidio.
Il giorno seguente, la fossa scavata dalle donne di Sparta nella notte ostacolò l'assalto dell'esercito di Pirro in maniera decisiva, e nella battaglia che ne seguì, dove Acrotato si distinse in modo esemplare, gli Spartani riuscirono a respingere i nemici, con l'aiuto e il supporto delle donne che, pur non partecipando direttamente alle azioni belliche, aiutavano nelle operazioni logistiche.
Nei giorni successivi, l'arrivo da Corinto dei mercenari di Aminia Foceo, generale di Antigono II Gonata, e il successivo ritorno del re Areo I da Gortyna volsero definitivamente le sorti dell'assedio dalla parte dei Lacedemoni, costringendo i nemici al ritiro.
Pirro, sconfitto, si diresse dunque verso Argo, dove trovò la morte nel tentativo di impadronirsi della città, mentre non sappiamo la sorte di Cleonimo dopo l'assedio di Sparta. Quanto ad Acrotato, dopo la morte del padre Areo I (265 a.C.), divenne re. A lui successe Areo II, il figlio avuta da Chilonide.